# Ełdyty Wielkie
Ełdyty Wielkie (niem. Gross Elditten) – osada w Polsce położona w województwie warmińsko-mazurskim, w powiecie lidzbarskim, w gminie Lubomino przy drodze wojewódzkiej nr 593.
W latach 1975–1998 miejscowość administracyjnie należała do województwa olsztyńskiego. Osada znajduje się w historycznym regionie Warmia.
W części miejscowości działało Państwowe Gospodarstwo Rolne Ełdyty Wielkie.

## Historia wsi
Ełdyty są najstarszą wsią parafialną na terenie Warmii. Wieś o powierzchni 110 łanów lokowana była w 1289 przez biskupa warmińskiego Henryka Fleminga. Pierwszym właścicielem wsi był Kondrad Wendepfaffe – szwagier biskupa Fleminga. Z rodziną Wendepfaffe związana była rodzina Padeluchów. (Wszyscy łącznie z biskupem pochodzili z Lubeki). Okresowo do 1388 r. właścicielem Ełdyt był Henryk Padeluche. W latach 1667–1908 Ełdyty (majątek ziemski o powierzchni 650 ha znajdowały się w posiadaniu rodziny Hatyńskich, później von Hatten. Z rodziny tej pochodził biskup Andrzej von Hatten. Po Hattenach właścicielami Ełdyt do 1945 r. była rodzina Strachowsky.
Z Ełdyt pochodziła Dorota Zegger, która w roku 1747 oskarżono o zmowę z diabłem i o to, że często udawała się na tańce. Sędzia skazał ją na spalenie na stosie, jednak właściciel Ełdyt (Theodor von Hatten) zmienił wyrok – polecił katu ściąć głowę, a tułów spalić. 

## Parafia
Powstanie parafii przewidziano w akcie lokacyjnym wsi z 1289 r. Kościół w Ełdytach pw. św. Marcina wybudowano w pierwszej połowie XIV w. Pierwsza wzmianka o proboszczu pochodzi z 1345 r. Parafia jako jedna z niewielu na terenie diecezji warmińskiej miała patronat prywatny. Po ukształtowaniu się archiprezbiteratów parafia Ełdyty należała do archiprezbiteratu orneckiego. Według zachowanych protokołów wizytacyjnych parafii, szkoła parafialna była tu w 1583 r. i w latach późniejszych. W 1729 do parafii (obok Ełdyt) należały wsie: Wysokie, Świękity i Klony. W 1772 r. na terenie parafii było 16 urodzin, 14 zgonów i dwa śluby. Komunię wielkanocną przyjęło 400 parafian.
O kościele w Ełdytach pisał Orłowicz w sposób następujący: "...na granicy Warmii nad Pasarją Ełdyty (Elditten) z bardzo starym kościołem zbudowanym z granitu...".
Kościół w całości wybudowany był z kamienia polnego. W czasie remontu w latach 1885–1886 prezbiterium nakryte zostało sklepieniem krzyżowo-żebrowym mury korpusu kościoła podwyższono domurówką z cegły. Świątynia jest niska, oszkarpowana, szczyty regotyzowane, nad zachodnią fasadą w XIX w. dodano niepozorną wieżyczkę. Wystrój wnętrza kościoła jest neogotycki, z elementami baroku – rzeźby i obrazy z XVII–XVIII w.

## Demografia i inne
W 1818 r. w Ełdytach było 133 mieszkańców, w 1939 – 249 i w 2000 – 310.
W XVIII w. funkcjonował tu młyn wodny i wiatrak. 
We wsi zachował się XIX w. dwór. Budynek dworu jest budowlą jednokondygnacyją na rzucie prostokąta z dwukondygnacyjnym ryzalitem. Od 2002 r. dwór jest własnością prywatną.

## Zabytki
- Kościół w Ełdytach jest przypuszczalnie najstarszym zachowanym murowanym kościołem na Warmii. Zachodni portal był zabezpieczony przez bronę - dowód na funkcję kościoła jako schronienia w razie nagłej potrzeby, a więc czasową bliskość ostatnich powstań pruskich u schyłku XIII w. Ełdyty reprezentują pierwszy warmiński typ kościoła wiejskiego, złożonego z salowego korpusu i zwężonego, poligonalnego chóru, jednak bez zachodniej wieży[5].